# 玉碎

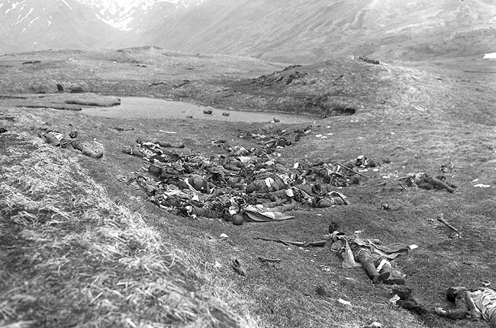
1943年5月29日，阿圖島戰役中日军失败的萬歲衝鋒后遗留的尸体

玉碎是指自毁而不委屈求全的行动，该用语的典故出自中国《北齐书·元景安传》中的“大丈夫宁为玉碎，不为瓦全”之语。其意为人寧可像碎裂的玉石一样壮烈牺牲，也不要像完整的砖瓦一样苟且偷生。在第二世界大戰末期，日軍以「玉碎」来代稱守軍全體陣亡的情況。

## 语源
《北齐书·元景安传》记载，东魏权臣高洋篡位，建立北齐政权，为防元魏皇族东山再起，便将元魏宗室近亲44家700多人处死，以便斩草除根。元魏的远支宗室元景安等人商议请求改姓高，元景安的堂兄元景皓反对，说：“岂得弃本宗，逐他姓，大丈夫宁为玉碎，不为瓦全！”这话被元景安告密，高洋因此处死了元景皓，赐元景安姓高。
西乡隆盛的詩《偶成》云：「幾歷辛酸志始堅，丈夫玉碎恥甎全。」

## 二次大戰的玉碎
第二次世界大战期间的1943年5月29日，驻守阿拉斯加阿留申群岛的日本守军约2,600人经过激战，全體陣亡（實際有29人被俘未死）。当时日本军方考虑到“全滅”的说法对于国民的精神打击过大，为了激励士气，便首次在大本營發表中使用了“玉碎”一词。當時帝國總部的公告如下：
大本营发表。阿图岛守备部队自5月12日以来，在极其困难的情况下，少数部队对抗优势敌军，持续激战。5月29日晚，决定对敌主力部队进行最后的打击，展现皇军的精髓，发动了壮烈的全力攻击。此后通信完全中断，全员玉碎。伤病者无法参加攻击的，已在此之前全部自盡。

日军主要的玉碎战役有：
- 1943年
  - 5月29日：阿图岛战役
  - 11月22日：吉尔伯特群岛战役
- 1944年
  - 2月5日：馬紹爾群島誇賈林環礁駐軍全數陣亡
  - 2月23日：馬紹爾群島布朗環礁駐軍全數陣亡
  - 7月3日：比亞克島駐軍全數陣亡
  - 7月7日：塞班島駐軍全數陣亡
  - 8月3日：天寧島駐軍全數陣亡
  - 8月11日：關島駐軍全數陣亡
  - 9月7日：臘蒙守軍全數陣亡
  - 9月13日：天月守備隊全體陣亡
  - 9月19日：安加爾島駐軍全數陣亡
  - 11月24日：貝裡琉島駐軍全數陣亡
- 1945年
  - 3月17日：硫磺島駐軍全數陣亡
  - 6月23日：沖繩駐軍全數陣亡
  - 8月16日：牡丹江守軍全數陣亡
  - 8月21日：占守岛守軍全部陣亡
  - 8月21日：留守軍全數陣亡
  - 8月25日：薩哈林島駐軍全數陣亡
  - 8月26日：虎頭堡守軍全數陣亡
  - 9月5日：滿洲衛戍部隊全數陣亡